# Willi Neuberger
Willi Neuberger (Röllfeld, Alemania ocupada, 15 de abril de 1946) es un exfutbolista alemán que jugaba como defensa.

## Selección nacional
Fue internacional con la selección de Alemania Federal en 2 ocasiones.

## Clubes
| Club                | País             | Año       |
| ------------------- | ---------------- | --------- |
| Borussia Dortmund   | Alemania Federal | 1966-1971 |
| Werder Bremen       | Alemania Federal | 1971-1973 |
| Wuppertaler         | Alemania Federal | 1974-1975 |
| Eintracht Fráncfort | Alemania Federal | 1975-1983 |

## Palmarés

### Campeonatos nacionales
| Título           | Club                | País             | Año  |
| ---------------- | ------------------- | ---------------- | ---- |
| Copa de Alemania | Eintracht Fráncfort | Alemania Federal | 1975 |
| Copa de Alemania | Eintracht Fráncfort | Alemania Federal | 1981 |

### Copas internacionales
| Título          | Club                | Sede                                  | Año  |
| --------------- | ------------------- | ------------------------------------- | ---- |
| Copa de la UEFA | Eintracht Fráncfort | Fráncfort del Meno (Alemania Federal) | 1980 |